# Notogomphus lateralis
Notogomphus lateralis là một loài chuồn chuồn ngô trong họ Gomphidae. Chúng là loài đặc hữu của Kenya.
Môi trường sống tự nhiên của chúng là các vùng nhiệt đới hoặc cận nhiệt đới có độ ẩm cao và sông ngòi.
Loài này đang bị đe dọa do mất môi trường sống.